# Cyphochilus cylindricus
Cyphochilus cylindricus är en skalbaggsart som beskrevs av Brenske 1903. Cyphochilus cylindricus ingår i släktet Cyphochilus och familjen Melolonthidae. Inga underarter finns listade i Catalogue of Life.